# Джунгарська навала

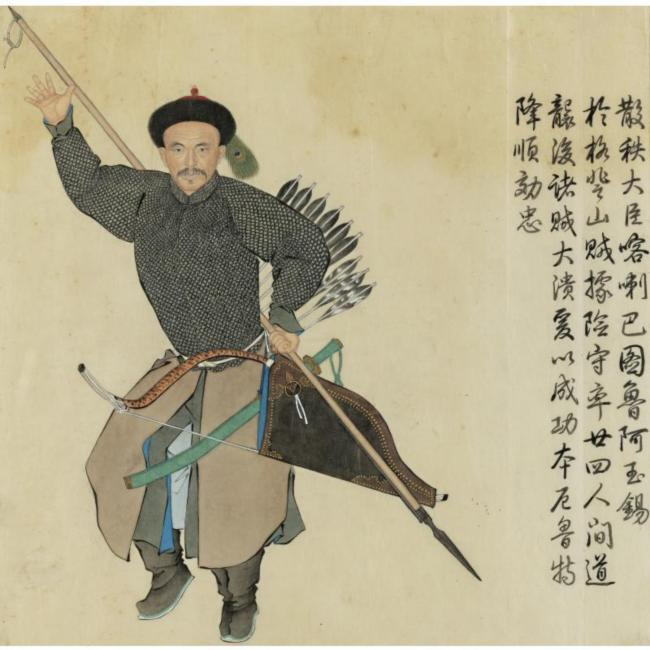
Джунгарський солдат

Джунгарська навала, джунгаро-казахські війни (також їх називають казахсько-джунгарською війною) — з часу створення Казахського ханства до 50-х років XVIII століття відбувалися напади ойратів на його територію. Казахський народ спочатку називав ойратів калмиками, потім джунгарами (див. Джунгарське ханство). У 1450-х роках правитель калмицького племені ойратів Уз-Темір Тайші організував напад на прилеглі до них казахські степи. Він знищив Білу Орду, дійшов до Сирської області, відтіснив казахських правителів на південний схід, захопив Туркестан і Ташкент. У 1470-х роках напади ойратів почастішали. Казахський хан Тахір (Тайр), щоб перекрити шлях ойратам, побудував у Жетису велику фортецю Джатан. У другій половині XVI століття, за правління хана Ахназара, казахське військо дало відсіч ойратам і здобуло великі перемоги. Ще за часів правління хана Тауєкеля казахські війська завдавали спустошливих ударів по війську ворога. Ойрати хотіли захопити торгові центри по Сирдар'ї. Таке припущення можна ґрунтувати на відомостях англійського купця і мандрівника Дженкінсона. Коли в 1557 році він хотів перейти з Середньої Азії в Китай, йому завадила війна казахів і ойратів за місто Ташкент.

## Конфлікт Казахського ханства з ойратами
У середині XVI і другій його половині казахські хани отримали значну перевагу в боротьбі з ойратськими правителями. На той час ойратські нойони були дещо ослаблені через боротьбу з монголами та розбрат всередині ойратської спільноти. Данило Губін, посол, посланий московським царем Іваном IV до ногайських вельмож, повідомив Москву про силу казахів і завоювання ними ойратів. Подібні відомості наводить Кульмухаммед, посол Тауєкель-хана, який перебував у Москві на початку 1594 року. Він розповів в історії в царському палаці, що Шах-Мохамед, молодший брат Тауєкеля, був ханом калмиків. Напади чотирьох ойратських племен, об'єднаних в Джунгарське ханство, посилилися, особливо в період правління Батира Контайші. Наслідки походів на казахські землі в 1635, 1643-44, 1651-52 роках були дуже важкими. У 1643 році 50-тисячне джунгарське військо під прапором Батира Хантаїша організувало великий похід проти казахської армії під проводом Жангір-хана. У цьому кровопролитному поході на казахів брала участь і армія Омбо Ердені, сина Алтин-хана, правителя племені халха. За деякими даними, в цьому поході брали участь і волзькі калмики. Оборону організували лише 600 казахських вояків на чолі з Джангір-ханом (деякі дослідники вважають, що це кількість воїнів, озброєних рушницями, а казахських військ було набагато більше), з'єднавшись з воїнами Джалангтоса Бахадура, які прибули на випадок. Вони зупинили наступ 10-тисячного ворожого війська (див. Битва під Орбулаком). У 1681—1684 роках вождем Казахстану став калмицький поселенець Севан Рабдан, який вторгся в місцеві землі. Казахський хан Тауке-хан зазнав поразки в битві, а його син потрапив у полон до ойратів. У 1684 році ойрати знову здійснили похід на казахські землі. Вони пограбували місто Сайран. Користуючись ослабленим станом казахів, волзькі калмики на чолі з Аюке також атакували об'єднане військо казахів та їхніх союзників туркменів і каракалпаків.

## Ойратсько-китайські війни
У 1690-97 Ойратсько-китайські війни змусили частину військ Джунгарського ханства піти на південний фронт, що дещо сповільнило темп їх наступу на казахські землі. Скориставшись цим, в 1698 році хан Тауке завдав нищівного удару ойратам і волзьким калмикам.

## Початок нового наступу джунгарів
У 1680-х роках Тауке зажадав повернути сина, який залишився в руках джунгарів. Після того як Тауке-хан вирішив убити близько 500 джунгарських воїнів, які супроводжували його сина, казахсько-джунгарські відносини загострилися ще більше. У 1708 році почалася нова атака джунгарів. Ця навала завдала серйозної шкоди південним районам Казахського ханства. У 1710-11 роках джунгарська навала змусила казахів і союзних їм каракалпаків рушити на Ташкент.

## Об'єднання казахів
У 1710 році на каракумській нараді, яка зібрала три сотні вождів кахзахських родів, було прийнято рішення дати відсіч ворогу об'єднанням сил. Командувачем Об'єднаних сил затверджено Богенбай батира. У 1711-12 50-тисячна армія казахських ханів вторглася в Джунгарське ханство. Ця зимова експедиція була неочікуваною. Контратака 3-тисячної ойратської армії у 1713 році зазнала поразки. У 1715-23 роках основна військова сила ойратів воювала проти армій імперії Цін. Після смерті цінського імператора Кансі в 1722 році Севан Рабдан присвятив основну увагу Казахському ханству. Казахська армія, яка не очікувала раптового нападу, не була готова до війни. Казахські хани не зуміли об'єднати свої сили і були змушені відступити в центральні райони країни. У 1723 році 100-тисячна армія Севана Рабдана на чолі з його синами Калданом Сереном і Шоно вторглася і знищила казахські села. Такі криваві походи повторювалися кілька разів між 1723 і 1727 роками. Це був важкий період для країни, який відомий в історії як «Роки великого лиха». Тільки в 1726 році хани і султани, білери і батири Казахського ханства зібралися в Култобе і отримали можливість знову організувати боротьбу з ойратами. Толе бі, Казибек бі, Айтеке бі зіграли велику роль в групуванні військової сили трьохсот родів казахського народу. У війні проти джунгарських загарбників на рівнині між річками Буланти і Білеуті казахські війська завдали ворожій армії нищівного удару (див. Битва при Буланті і Білеуті). 65 тис. казахів розбили близько 40 тис. ойратського війська і здобули велику перемогу. У казахських військах хоробро воювали також киргизи та каракалпаки. Ойрати, які досягли висоти Сиру, вторглися в каракалпацькі села, в результаті чого каракалпаки розділилися на нижніх і верхніх.

## Об'єднання трьохсот родів Болат-ханом
У 1726 році Джунгарська навала мала серйозні наслідки для казахів і сусідніх народів Середньої Азії. У 1726 році Болат-хан зібрав глав трьохсот родів (Золбарис, Самеке, Абулхайр), білерів і батирів, а також султанів. На нараді в Ордабаси головнокомандувачем і новим стратегом проти ворога був призначений Абулхайр-хан. Було домовлено організувати спільний напад. Триста родів об'єднали свої військові сили

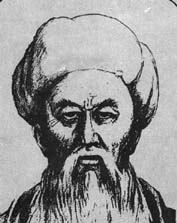
Толе бі

## Битва при Аниракаї
З 1728 почалася підготовка до важкої битви біля озера Ітішпес, яка зробила корінний перелом у боротьбі за свободу проти джунгарських загарбників (див. Аниракайська битва). Битва під Андиракаєм (1729, за деякими даними 1730) є найбільшою переломною перемогою об'єднаного казахського війська проти джонгарської навали у столітній визвольній війні.
У 1728 році триста військ досягли політичної та військової єдності. Вони почали рухатися на Балхаш і Шу і почали готуватися до бою. У той час джунгари хотіли заволодіти всією казахською землею. Відчувши дії казахів, вони також утворили велику лінію на півдні Шу і Балкаша.
Перед вирішальною битвою триста військ зібралися в Хантау, на горі Сункар (пізніше це місце стали називати горою Абілхайр). У цих регіонах часто зустрічаються казахські і калмицькі могильники, які доводять, що битва відбулася в районах між Балкашем на півночі, степом Отар на півдні, Шу на заході і Курті на сході. Цей регіон також називають Аниракай. У цій битві, яка тривала 40-45 днів, казахи здобули велику перемогу.
Завдання координації пересування війська трьохсот родів виконував головнокомандувач Абулхайр-хан. Багато казахів продемонстрували своє володіння військовим мистецтвом. Жолбарис-хан і Толе бі із старшого жузу, Богенбай середнього жузу, Жанібек, Кабанбай, Есет, молодшого жузу організоували командування і виявляли велику хоробрість. Окремий загін казахських лучників очолив Саурик-Батир. У бою брав участь і майбутній полководець Шапирашти Науризбай.
Не зумівши оговтатись від удару, калмики були витіснені в пустелю в безводне, солоне місце, звідки, не маючи змоги далі боротися, втекли в Аягоз і Шар.
Розвивати цю війну далі казахи не змогли. Болат-хан наприкінці битви був поранений і помер у боротьбі за престол. Більшість підтримувала молодого Абілмамбета, сина Болат-хана. Незадоволений цим, Абулхайр залишив поле бою і повів молодший жуз через Ергиз на захід. Самеке-хан, середнього жузу, попрямував на північ. Але перемога в битві при Аниракаї підняла дух казахського народу і зміцнила віру в майбутнє.
Для казахського народу значення Аняркайської битви таке ж, як перемога під Ватерлоо союзних військ Європи.
ліворуч|міні|300x300пкс| Аблай Хан

## Аблай Хан
Напад 30-тисячної армії полководця Сари Манжа у 1738—1741 роках був одним з останніх великих вторгнень ойратів на казахську землю. Після смерті Галдан-Церена в 1745 році боротьба за владу в Джунгарії послабила її політичні позиції. Скориставшись цим, казахські війська на чолі з Аблай-ханом завдали рішучого удару джунгарам і відбили Жетису і Східний Казахстан. У 1755—1758 роках після нападу цинських військ джунгари були знищені і припинили своє існування як самостійна країна. Після знищення Джунгарського ханства в 1757-58 рр. Казахське ханство перебувало у стані війни з військами свого нового сусіда — імперії Цін, а потім прийшов мир. Китайці повністю завоювали Джунгарію, а казахи оволоділи своєю прабатьківщиною Жетису, Тарбагатаєм і Алтаєм і встановили свої кордони на сході. Пізніше, в 1771 році, роз'єднані на заході калмики також залишили свої поселення між Волгою і Жайиком і через казахську територію переселилися в Джунгарію (див Курний похід). Такі хани, як Самеке, Жолбарис, Болат, Абільмамбет, Абілхаїр у боротьбі з джунгарською навалою залишилися в пам'яті країни як історичні особистості, які підняли дух казахського народу, вселили віру в майбутнє, отримали визнання за військову майстерність. Хоробрість героїв довела, що казахський народ, який прагне до незалежності, може зберегти цілісність і єдність.

## Зміцнення військової могутності Джунгарської держави
У 1635 році у південно-східній частині сучасного Казахстану було засновано Джунгарське ханство на чолі з Батиром Контайші. У 1640 р. джунгари видали збірку військових і цивільних законів під назвою «Польовий статут». Зміцнилася єдність джунгарів, зросла їх військова сила. Під час воєнного стану кожен родоплемінний підрозділ джунгарів за дуже короткий час перетворився на групу бойових одиниць. Джунгарское ханство могло створити потужну кінну армію загальною чисельністю до 100 тис. вояків. Вони мали постійну армію з 60 000 осіб.
Джунгарія стала сильно мілітаризованою державою, яка прагне захопити землі сусідніх держав. Значну роль у забезпеченні духовної єдності джунгарів відіграли тибетські лами.
У джунгарів була особлива тактика ведення військових дій. Вони були навчені воювати на відкритих полях. Боєприпаси виготовляли самі із селітри та сірки. Вони також могли виготовляти мечі, обладунки, шоломи та інші види зброї. До кінця XVII століття в джунгарах з'явилася рушниця з ременем. Джунгари навіть навчилися робити гармати. Зброярській справі їх навчав полонений швед Йоган Густав Ренат. У джунгарів була створена широка система шпигунів, які роз'їжджали по території прикордонних держав і збирали секретну інформацію. Роди Джунгаріів, як і казахи, були кочовими і напівкочовими. В основному займався тваринництвом. Населення становило близько 1 млн. За короткий час джунгари завоювали багато дрібних улів, що жили на Алтаї. Вони платили данину, поповнювали ряди війська. Джунгарія представляла настільки сильну загрозу сусіднім державам, що в першій половині XVIII століття навіть зовнішня політика Китаю була в основному спрямована на боротьбу з цією державою і її ослаблення.

## Причини ведення джунгарами загарбницької війни на території Казахстану
Територія Казахського ханства здавна викликала великий інтерес для правителів Джунгарії. Причина цього полягає в тому, що, по-перше, райони Жетису і Сирдар'ї дозволяли контролювати найважливіші торгові шляхи, що з'єднують Джунгарію з Московією, Сибіром і середньоазійськими ханствами, а також шлях до Афганістану, Ірану і Закавказзя. По-друге, так зміцниться північний кордон ханства і розширеться кулькість данини з підданого населення. По-третє, загарбників приваблювали розкішні пасовища безкрайніх казахських степів і торгово-ремісничі центри на півдні і південному сході Казахстану. По-четверте, завоювання території Казахстану створило б умови для встановлення джунгарами прямих контактів і спілкування з кубанськими калмиками, їхніми спорідненими племенами, що мігрували між Волгою і Жайиком.

## «Актабан неохайний, Алкаколь красивий»
На початку 1720-х років склалися сприятливі умови для здійснення чергового великого походу джунгарів на територію Казахстану. У 1722 році помер китайський імператор Кансі, який тривалий час воював з джунгарами. Таким чином, калмикам вдалося укласти мирний договір з Китаєм. Східний кордон Джунгарського ханства тепер був у безпеці.
праворуч|міні|400x400пкс| Актабан розгубився. М. Картина Каспака
Хан калмиків відправив до Аюке посла з метою ведення спільних військових дій проти казахів. Московія, зайнята зміцненням нещодавно побудованої мережі військових фортець на річці Іртиш, не могла становити такої загрози для Джунгарської держави. Крім того, Московія намагалася дотримуватися нейтральної політики у відносинах між двома сусідніми кочовими державами, розраховуючи, що і Казахська держава, і Джунгарське ханство будуть повністю ослаблені і знекровлені в битві. Це було б їй вигідно. Навесні 1723 року Цеван-Рабтан, який був повністю готовий до майбутньої спустошливої війни і скористався розпадом казахських ханств, направив основну частину своєї армії в Казахстан. Ворог атакував із семи напрямків. Перший удар джунгарської навали завдали казахи Жетису та Іртиша. Джунгари спалюють села. Погнали худобу, мордували мирних людей. Казахи, яким нічого не залишалося, як дбати про свою худобу, хати, майно, змушені були тікати. Незважаючи на переважаючу перевагу сил противника, казахські воїни вели запеклий бій і чинили опір. Казахські воїни вийшли на межу своїх сил і вели оборонні війни. Вони вели бій, щоб врятувати жінок, дітей, вози від погоні ворога. Жителі Ташкента під керівництвом казахських військових майже місяць захищали місто від ворога. Після Ташкента джунгари захопили й інші міста, такі як Сайрам, Туркестан. В результаті руйнівних військових дій противника практично вся територія Казахстану, за винятком пустель і гірських районів, опинилася в руках джунгарів. Для порівняння, вціліли лише віддалені регіони на заході Казахстану. Цей період (1723—1727 роки) відомий в казахській історії як «Роки великого лиха». Шкода, яку завдано казахському народу — страждання, голод і злидні, була дуже серйозною. Тисячі людей були вбиті або взяті в полон. Сотні й тисячі сіл були сильно зруйновані, майно пограбоване, а колись квітучі міста залишилися в руках ворога й безжально знищені. Щоб вижити під час різанини, казахи рушили в західні райони країни і дійшли до Жайика. Масове переселення казахів дуже непокоїло новостворену Російську імперію та її підданих — башкир і калмиків. Царський уряд вжив ряд комплексних заходів для захисту підвладних йому народів: посилено прикордонну охорону, вжито заходів щодо будівництва нових військових фортець на Уралі. Значна частина казахів переселилася на територію середньоазійської держави. Наприклад, племена Середнього жуза переправилися через річку Сирдар'юБільшість з них переселилася в околиці міста Самарканда, а значна частина казахів Малого жуза переселилася в Хівинське і Бухарське ханства. Жалобна пісня «Елім-ай» була символом величезних страждань, які пережили казахи. Кажуть також, що її текст і мелодію склав поет і воїн Кожаберген Жирау: З вершини Каратау гора рухається, Всякий раз коли рухається, один хвіст пустий. Який час цей час, майбутній час, Чи буде він таким же, як час старий? Коли залишиться сестра і чорний ліс, я зроблю твої сльози озером.
Хоча вогонь джунгарської атаки охопив узбеків, киргизів і каракалпаків, найбільшого удару було завдано казахам.

## Причини поразки казахів
Є кілька причин, чому казахи програли і протистояли в «Роки великого лиха». Перш за все розпалися казахські роди, не було єдності в керівництві Казахського ханства. По-друге, до цієї атаки джунгари готувалися дуже ретельно. Крім того, час початку атаки був часом, коли казахські села були далеко один від одного, переходячи від зими до весни. По-третє, в 1723 році казахи зазнали жорстокої поразки. Не вистачало гарних коней для їзди верхи. По-четверте, калмики змогли правильно і ретельно врахувати таку геополітичну ситуацію в регіоні. Було укладено мирний договір з Китаєм. Згадалося і важке становище Московії, яка ще не оговталася від нещодавно закінченої московсько-шведської війни. По-п'яте, те, що атака була здійснена несподівано і імпульсивно, справило несприятливий вплив на казахів. Зрештою, по-шосте, джунгари були добре озброєні і мали великий досвід ведення військових дій.

## Наслідки джунгарської агресії
Наслідки «Років великого лиха» були величезними для Казахського суспільства. Були міграційні зміни. Казахи втратили пасовища. Одноразове цвітіння в південних регіонах Четису та Казахстану було абсолютно порожнім без нагляду. Торгові відносини з сусідніми країнами також перериваються.
Але найгіршими стражданнями стали жертва родичів і близьких душ. За словами Шакаріма Кудайбердіовича, дві третини казахів були винищені. Деякі з них були продані в рабство. Люди були в голоді. Щоб вижити вони пили сік дерев. З тих часів лилася фраза «березове молоко». Ті хто вижили, були принижені величезними податками. Народ казахського ханату втікає до окраїн країни, навіть до зарубіжних країн. Масовий потік казахів на захід призвів до суперечок з каракалпакими, туркменами, узбеками, башкирами та калмиками. Казахи були прийняті московськими казахами та московитами із Західного Сибіру. Все це закінчилося тим, що Російська імперія колонізувала ослаблене Казахське ханство як легку здобич.

## Зовнішнє посилання
- Народна Республіка Китай
- — Визвольна боротьба казахського народу проти джунгарської навали.